# Freak Perfume
Freak Perfume — полноформатный студийный альбом немецкой группы Diary of Dreams, вышедший в 2002 году.

## Работа над альбомом
Автором музыки и текстов всех песен является Адриан Хейтс. Альбом был записан и сведен на студии «White Room» в Дюссельдорфе. В качестве приглашенных музыкантов, в записи принали участие: Торбен Вендт (клавишные в композициях «Amok» и «She and Her Darkness»), Мелани Джост (вокал в «She») и Гуана (гитара в «O’Brother Sleep»). Фотографии и оформление буклета были сделаны фотографом Зильке Жокум.
Незадолго до выхода альбома компьютер Адриана Хейтса, на котором находились все ауидио-материалы, был заражен вирусом и жесткий диск компьютера был испорчен. После обращения к нескольким компаниям по восстановлению данных, часть звуковых файлов удалось спасти. Хейтс заново свёл альбом из восстановленных материалов за три недели.
Freak Perfume является первым альбомом Diary of Dreams на котором представлены тексты песен на немецком языке.

## Отзывы
Альбом получил в основном положительные отзывы от музыкальных изданий. Дорин Кразе из журнала Orkus поставил альбому 10 баллов из 10 возможных и отметил, что Diary of Dreams, как всегда, поднимает стандарты жанра. Такую же оценку присудил рецензент журнала Legacy Мартин Граф, назвав альбом «одной из наиболее интересных глав Diary of Dreams». Обозреватель журнала Release Никлас Фросберг дал альбому положительный отзыв и написал, что Freak Perfume продолжает совершенствовать существующую формулу Diary of Dreams. Джулия Байер из Sonic Seducer тоже написала Freak Perfume положительную рецензию, отметив при этом схожесть звучания с VNV Nation. Порталом Laut.de пластинка тоже была встречена хорошо; журналист издания Михаэль Эделе положительно отозвался об экспериментах с вокалом Адриана Хейтса.

## Список композиций
1. «Traum: A» — 6:09
2. «The Curse» — 5:34
3. «O’Brother Sleep» — 4:59
4. «Chrysalis» — 6:00
5. «Traumtanzer» — 4:46
6. «Rebellion» — 5:38
7. «Bastard» — 4:30
8. «Amok» — 5:12
9. «She» — 4:34
10. «Verdict» — 6:40
11. «Play God!» — 4:58
12. «She and Her Darkness» — 5:39
13. «The Curse (Freak-Edit)» — 4:40
14. «Amok (Dj Gb: Shock Mix)» — 5:09
15. «Stranger Than Rebellion» — 2:53